# Porto di Mare
Porto di Mare – stacja metra w Mediolanie, na linii M3. Znajduje się na Via Giovanni Battista Cassinis, w Mediolanie i zlokalizowana jest pomiędzy stacjami Corvetto i Rogoredo. Została otwarta w 1991.